# همسفر (مجموعه تلویزیونی)
همسفر یک مجموعه تلویزیونی محصول سال ۱۳۷۹ به، نویسندگی شعله شریعتی و کارگردانی و تهیه‌کنندگی قاسم جعفری است که از شبکه ۳ پخش شد و در ۳۰ قسمت ۴۵ دقیقه‌ای است.
همسفر قصه جوان‌هایی است که در نیمه راه زندگی از همراهی هم بازمی‌مانند. همسفر روایت غربت و تنهایی آدم هاست، آدم‌هایی که تا دیروز با عشق در کنار هم بودند و در فردایی که خیلی دور نیست به جدایی می‌اندیشند…

## بازیگران

### بازیگران اصلی
- امین زندگانی
- پرویز پورحسینی
- سمیرا سیاح
- هایده حائری
- فریبا متخصص
- غلامرضا طباطبایی
- فخرالدین صدیق‌شریف
- پوراندخت مهیمن
- افسانه ناصری
- ایمان اشراقی
- پرستو صالحی

### بازیگران مهمان
- لوریک میناسیان
- فاطمه طاهری
- رزیتا غفاری
- شهرام حقیقت‌دوست
- کامبیز دیرباز
- سام درخشانی
- اشکان خطیبی
- سیامک انصاری
- حامد بهداد
- شهاب حسینی
- زیبا بروفه
- لیلا بلوکات
- نگار فروزنده
- اسماعیل محرابی
- اردلان شجاع‌کاوه
- شهره سلطانی
- زهره فکورصبور
- مهدی امینی‌خواه
- سحر زکریا
- مجید مشیری
- کیهان ملکی
- نگین صدق‌گویا
- بهنوش بختیاری
- پردیس افکاری
- زهره حمیدی
- حسین خانی‌بیک
- محسن قاضی‌مرادی
- فرهاد جم
- رزا آسایش
- محمدرضا عیوضی
- فرهاد مهادیان
- بابک نوری
- آزاده خورشیددوست
- فلور نظری
- لیلا برخورداری
- شهرام عبدلی
- سیامک اشعریون
- سیامک قاسمی
- فریده دریامج
- شبنم طلوعی
- زهرا اویسی
- پرستو صالحی
- ساناز کیهان
- حسن اسدی
- مائده نصیری حامد